# Sebastian Everding
Sebastian Everding, né le 11 janvier 1983 à Dortmund (RFA), est un homme politique allemand. Membre du Parti de protection des animaux, il est élu député européen le 9 juin 2024.

## Biographie
En 2020, il s'engage en politique au sein du Parti de protection des animaux, se présentant comme candidat aux élections locales à Dortmund. En 2022, il devient co-président du parti en Rhénanie du Nord-Westphalie.
Candidat pour les élections européennes de 2024, il est élu député européen le 9 juin 2024.